# Sisqó
Ne doit pas être confondu avec Sisco.
 (octobre 2020).
Sisqó (né Mark Althavan Andrews le 9 novembre 1978 à Baltimore) est un chanteur de musique RnB et acteur américain. Il s'est fait connaître en tant que leader du groupe Dru Hill.

## Biographie
Pendant ses études secondaires Sisqó rencontre Woody son futur partenaire au sein de Dru Hill. Tous les deux sont passionnés de gospel et font la connaissance de Tamir Ruffin alias « Nokio », un jeune producteur. Ce dernier leur propose de former un groupe nommé Dru Hill et obtient même un contrat avec le mythique label Def Jam et sa filiale rnb Def Soul. Le nom Dru Hill fait référence au Druid Hill Park de Baltimore. Plus tard, Jazz rejoindra le trio.
Après 2 albums à succès avec son groupe, Sisqó décide de se lancer dans une carrière solo.
En 1999, son premier album Unleash The Dragon est un véritable succès notamment grâce au single Thong Song (en). Il devient un véritable phénomène de mode avec son look très spécial (cheveux peroxydés de couleur grise) et la chaîne musicale américaine MTV le recrute pour animer un show très sexy : le Sisqo's Shakedown. À la fin de son premier album, il annonce le retour de Dru Hill pour bientôt mais enchaîne immédiatement avec son second album solo The Return of The Dragon.
Ce qui entraînera de vives tensions avec ses partenaires de Dru Hill.
Son titre Thong Song  est apparu dans la série Un, dos, tres.
Finalement le groupe se réconcilie et recrute même un nouveau venu Scola.
En 2002 sort le dernier album de Dru Hill à ce jour (Dru World Order).
En parallèle Sisqó commence sa carrière au cinéma en 2001 dans le film Get Over It avec Kirsten Dunst puis Snow Dogs avec Cuba Gooding Jr. en 2002.
Après cinq ans d'absence Sisqó annonce un futur album, en indépendant, intitulé The Last Dragon et qui devrait sortir courant 2014 le premier extrait sera disponible à l'été 2014.
Le dernier album de Dru Hill intitulé InDRUpendance Day est déjà dans les bacs.

## Discographie
En solo :
- 1999 : Unleash The Dragon (certifié 5 fois platine)
- 2001 : The Return of The Dragon (certifié platine)
- 2014 : The Last Dragon

Avec Dru Hill
- 1996 : Dru Hill
- 1998 : Enter The Dru
- 2002 : Dru World Order
- 2011 : InDRUpendance Day

## Singles et collaborations
- It's All About Me (Mya feat. Sisqó) (1998)
- Got To Get It (feat. Make It Hot) (1999)
- Will Smith Feat. Dru Hill - Wild Wild West (1999)
- Thong Song (2000) + Thong Song - Remix (feat. Foxy Brown) (de la bande originale du film Professeur Foldingue 2) (2000)
- Unleash The Dragon (feat. Beanie Sigel) (2000)
- What They Bitches Want (DMX feat. Sisqó) (2000)
- Incomplete (2000)
- How Many Licks (Lil' Kim feat. Sisqó) (2000)
- Can I Live (2001)
- Dance For Me (2001)
- Who's Your Daddy (2007)
- Gotta See It To Believe It (feat. FutureATL) (2012)
- A-List (feat. Waka Flocka Flame) (2014)
- Thong Song (feat. JCY) (2017)
- Don Don remix (feat. Daddy Yankee, Anuel AA, Kendo Kaponi & Sisqo) (2020)